# Beeban Kidron

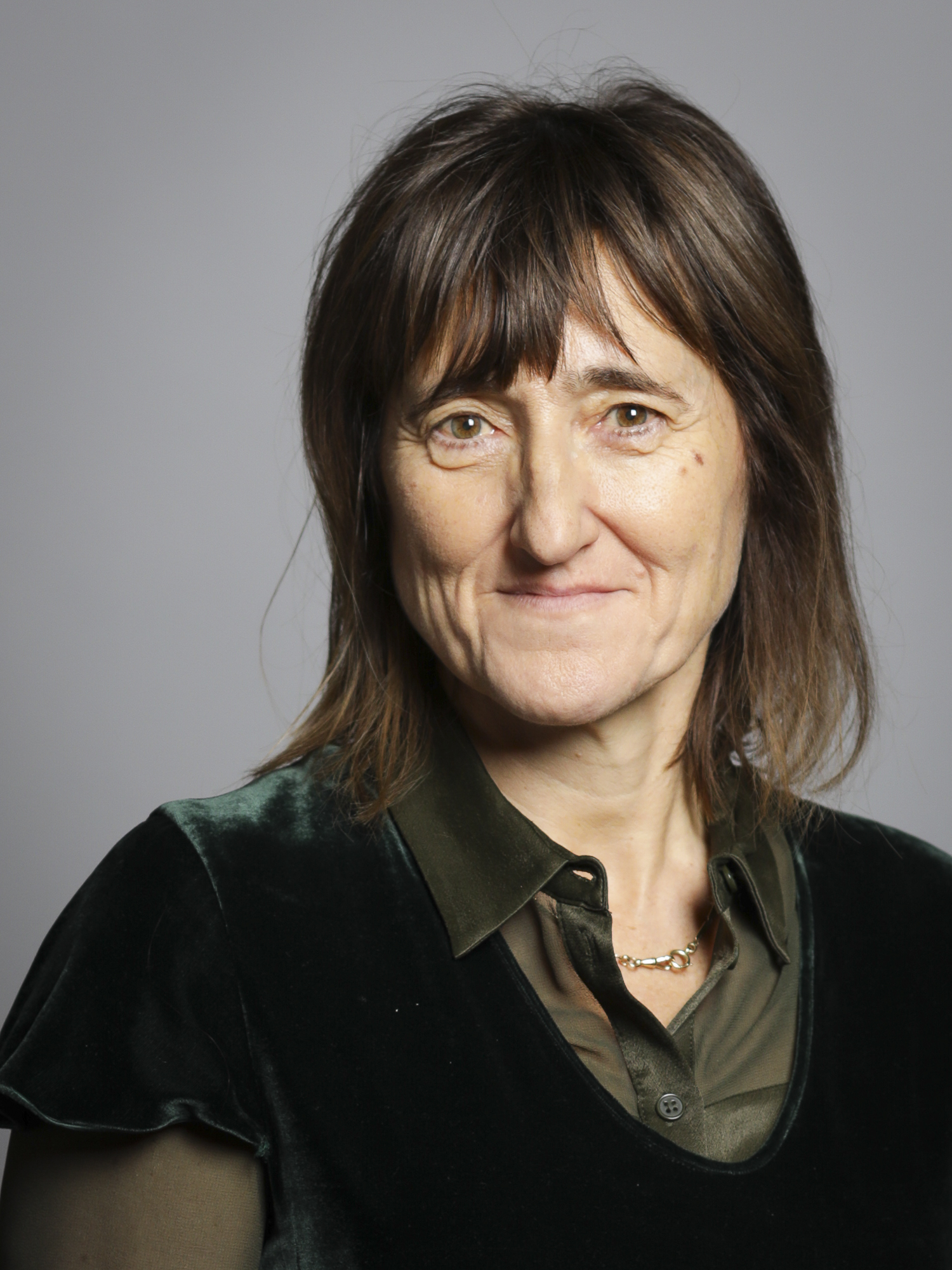
Beeban Kidron, 2019.

Beeban Tania Kidron, född 2 maj 1961 i London, är en brittisk filmregissör.

## Filmografi i urval
- 1990 – Det finns annan frukt än apelsiner (TV-miniserie)
- 1992 – Ge kärleken en chans
- 1995 – High Heels
- 1997 – Mannen från havet
- 2004 – På spaning med Bridget Jones